# (27665) 1978 VZ5
(27665) 1978 VZ5 est un astéroïde de la ceinture principale d'astéroïdes découvert en 1978.

## Description
(27665) 1978 VZ5 a été découvert le 7 novembre 1978 à l'observatoire Palomar, situé au nord de San Diego en Californie, par Eleanor Francis Helin et S. J. Bus.

### Caractéristiques orbitales
L'orbite de cet astéroïde est caractérisée par un demi-grand axe de 2,86 UA, un périhélie de 2,47 UA, une excentricité de 0,13 et une inclinaison de 4,57° par rapport à l'écliptique. Du fait de ces caractéristiques, à savoir un demi-grand axe compris entre 2 et 3,2 UA et un périhélie supérieur à 1,666 UA, il est classé, selon la JPL Small-Body Database, comme objet de la ceinture principale d'astéroïdes.

### Caractéristiques physiques
(27665) 1978 VZ5 a une magnitude absolue (H) de 14,3 et un albédo estimé à 0,280.